# استقلال لبنان

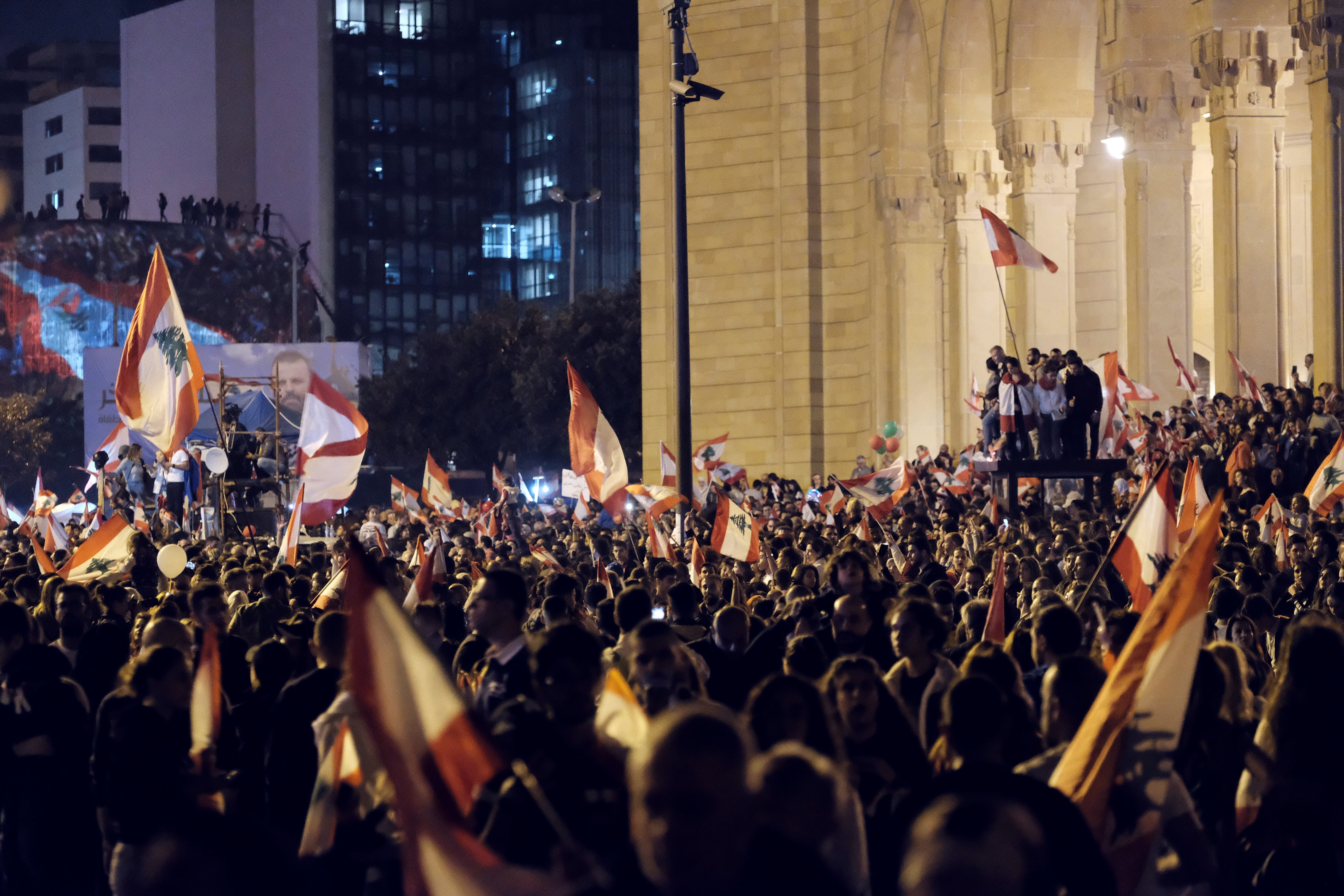
عيد الإستقلال اللبناني في عام 2019

استقلال لبنان هو اليوم الذي أُعلن فيه الاستقلال، ويحتفل به في 22 نوفمبر، رغم أن الاستقلال لم يكتمل إلا بانسحاب القوات الفرنسية من لبنان في 31 ديسمبر 1946. يوم 22 تشرين الثاني هو تخليد لذكرى حكومة الاستقلال الوطنية التي ناضلت عشية إطلاق سراح رئيس الجمهورية بشارة الخوري ورئيس الحكومة اللبنانية رياض الصلح من الاعتقال صباح 22 تشرين الثاني 1943 وتسليم فرنسا بمنح لبنان الاستقلال التام.

## فترة ما قبل الاستقلال

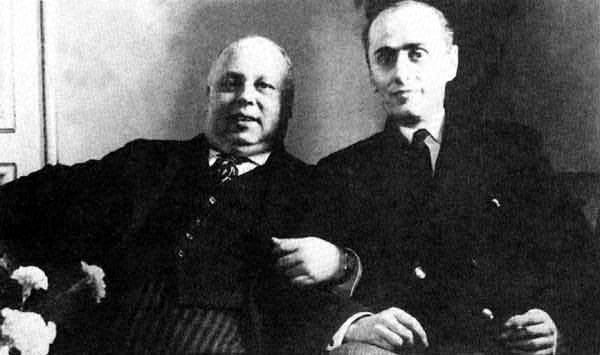
صورة تجمع الرئيس اللبناني ألفرد نقاش (يميناً) مع الرئيس السوري تاج الدين الحسني. كان كلاهما مُعين من قبل الفرنسيين.

فيما كان اللبنانيون في كفاح دائم لنيل الاستقلال عن القوى الأجنبية منذ العهد القديم، يمكن تتبع كفاحهم الحديث من أجل استقلال لبنان إلى بزوغ فخر الدين الثاني في أواخر القرن السادس عشر وهو زعيم درزي، أصبح أول حاكم محلي منذ ألف عام يدفع الطوائف الرئيسية في جبل لبنان إلى تفاعل متبادل مطرد. كما أعاد فخر الدين وجود أوروبا الغربية إلى جبل لبنان. فقد لاحظ الرحالة الفرنسي لوران دي أرفيو وجود مبانٍ تجارية فرنسية ضخمة في صيدا، المركز السياسي لفخر الدين، حيث اختلطت حشود من المسلمين والموارنة والمسيحيين الأرثوذكس واليهود. وفي ظل حكمه، جلب المطابع وشجع الكهنة اليسوعيون والراهبات الكاثوليك على فتح المدارس في كافة أنحاء البلاد. هدد نفوذ فخر الدين المتزايد بجانب عصيانه وطموحاته المصالح العثمانية. لذلك أسرت القوات التركية العثمانية فخر الدين وأعدمته في اسطنبول عام 1635.
رداً على المذبحة التي ارتكبها الدروز ضد الموارنة خلال الحرب الأهلية عام 1860، نزل 6.000 جندي فرنسي بالقرب من بيروت لحماية المجتمعات المارونية ظاهرياً. لم يكن أمام السلطان العثماني خيار سوى الموافقة على الإنزال الفرنسي في بيروت ومراجعة الوضع في جبل لبنان. وفي 1861، تفاوض العثمانيون وخمس قوى أوروبية (بريطانيا وفرنسا وروسيا والنمسا وبروسيا) على نظام سياسي جديد لجبل لبنان في لجنة برئاسة وزير الخارجية العثماني محمد فؤاد باشا. أنشأت اللجنة الدولية محكمة لمعاقبة الزعماء الدروز على جرائم الحرب ووافقت اللجنة كذلك على قيام إقليم يتمتع بالحكم الذاتي في جبل لبنان. في سبتمبر 1864، وقع العثمانيون والأوروبيون على اللائحة الدستورية التي تحدد الكيان الجديد، بما في ذلك التوصية الفرنسية لمجلس منتخب متعدد الطوائف لتقديم الاستشارة للحاكم.
تأسس التمثيل الانتخابي والوزن الديموغرافي التقريبي للعضوية الطائفية بعد تأسيس محافظة جبل لبنان المتمتعة بالحكم الذاتي. تحسنت العملية الانتخابية المكونة من مرحلتين على مدى عدة عقود، مع إجراء الاقتراع السري في 1907. أصبح جبل لبنان هو المجلس المحلي العثماني الوحيد المنتخب ديمقراطياً والممثل لأعضاء الطوائف الرئيسية. جرت الانتخابات لثلث مقاعد المجلس كل سنتين. كان محافظ جبل لبنان وهو كاثوليكي غير ماروني من الخارج، برتبة وزارية عثمانية بلقب باشا، رغم أنه كان أقل درجة من حاكم إقليمي بالكامل. وينتمي رؤساء محاكم المقاطعات إلى أكبر طائفة مجموعة دينية في المنطقة ذاتها ويمثل نواب القضاة المجموعتين التاليتين. وتشمل قرارات المحكمة رئيس المحكمة وقاض آخر على الأقل. هذا النظام سهّل الإذعان الماروني وإعادة دمج الدروز والمصالحة الطائفية في جبل لبنان.
مع بداية الحرب العالمية الأولى، بدأت السلطنة العثمانية في التفكك. خشي العثمانيون من الاستقلال العربي. رداً على ذلك، لغى العثمانيون محافظة جبل لبنان المتمتعة بالحكم الذاتي عام 1915 ووضعوا المجتمعات الجبلية تحت الحكم العسكري الطارئ. بلغ القمع ذروته في 6 مايو 1916، حينما أُعدم 14 ناشطاً وصحفياً، بمن فيهم مؤيدو الاستقلال العربي واللبناني ومسيحيون ومسلمون ورجال دين وعلمانيون. أصبح موقع الشنق في وسط بيروت معروفاً بساحة الشهداء وهي اليوم النقطة المحورية للتعبير السياسي اللبناني العام. بعد هذا الحدث، انهار احترام السلطة العثمانية في المجتمع المحلي. صادر العثمانيون الحبوب من بلاد الشام خلال الحرب، مما أدى إلى مجاعة هائلة. قضت على نصف سكان جبل لبنان. قدر كلا من ليندا شيلشر وعصام خليفة وقوع حوالي 200.000 حالة وفاة في الجبل.

## تاريخ الصراع من أجل الاستقلال
بعد انتهاء الحرب العالمية الأولى، أعلن الشريف حسين بن علي قيام الدولة العربية التي تضم كل البلاد العربية المحررة من العثمانيين. وبحسب اتفاقيات حسين مكماهون، كان على المنطقة التي تضم لبنان الحالي أن تتبع المملكة العربية الجديدة. وبنفس الوقت، انتدبت فرنسا لحكم لبنان بحسب اتفاقية سايكس-بيكو. وطلب من شعوب المنطقة تحديد مصيرهم فيما بينهم. في هذه الحالة، طلب مسيحيو لبنان تأسيس دولة مستقلة بحماية فرنسية.

### معارضة المسلمين
وكان مسلمو «دولة لبنان الكبير» قد رفضوا، في أكثريتهم، الدولة والكيان الوطني اللبناني، عند نشوئه لسببين هما:
1. أن أمنيتهم، بعد الانسلاخ عن السلطنة العثمانية، كانت الانضمام إلى «دولة عربية»، برئاسة الأمير فيصل، تضم «سوريا الكبرى» أي سوريا الحالية ولبنان وفلسطين والأردن والعراق.
2. لأنهم كانوا رافضين لانتداب حكم دولة أوروبية أجنبية.

### المفاوضات
لم تعترف الحركة الوطنية السورية وممثلوها في لبنان من الزعماء السياسيين المسلمين، بالكيان اللبناني. وفي المفاوضات بين الحكومة الفرنسية والحركة الوطنية السورية في مطلع الثلاثينات، اشترطت فرنسا ان تسلم الحركة الوطنية السورية بالكيان اللبناني لقاء توقيع معاهدة تعترف فيها فرنسا باستقلال سوريا ولبنان. ولقد قبل ممثلو الحركة الوطنية هذا الشرط الأمر الذي أحدث تصدعا في صفوف السياسيين المسلمين «الوحدويين» في لبنان، وراح بعضهم «يتلبنن» مثل خير الدين الأحدب والبعض الآخر يبحث عن صيغة للتوفيق بين ولائه «القومي العربي»، وبين اعترافه بالكيان اللبناني مثل رياض الصلح وبشارة الخوري.
ومن عام 1930 إلى عام 1943، راحت «صيغة» رياض الصلح/بشارة الخوري وغيرهم من طلاب الاستقلال ـ تتبلور، إلى أن تحولت إلى ما سمي بالميثاق الوطني اللبناني، وهو يقوم على المعادلة التالية: من أجل بلوغ الاستقلال، على المسيحيين أن يتنازلوا عن مطلب حماية فرنسا لهم، وأن يتنازل المسلمون عن طلب الانضمام إلى الداخل السوري ـ العربي.

### ثورة بشامون
في بداية الحرب العالمية الثانية وبعد أن سيطرت فرنسا على المراكز الحساسة مما جعل الحكومة اللبنانية سنة 1943 تتقدم إلى المفوضية الفرنسية مطالبة بتعديل الدستور بما ينسجم مع الأوضاع. وكان هذا الطلب بدعم من البريطانيين الذين حكموا فلسطين والأردن والعراق. وفي 21 سبتمبر من السنة نفسها فاز بشارة الخوري بالانتخابات وأصبح رئيساً للجمهورية وألف حكومته مع رياض الصلح وأعلنوا الاستقلال التام وحُوِّل مشروع تعديل الدستور إلى المجلس النيابي، وأعتبر هذا القرار تحديا ساخراً للمفوض السامي مما جعله يأمر بتعليق الدستور وأرسل ضباطاً إلى رئيس الجمهورية فاعتقلوه مع رئيس وزرائه وبعض الوزراء والزعماء الوطنيين مثل عادل عسيران، كميل شمعون، عبد الحميد كرامي وسليم تقلا وحجزوهم في قلعة راشيا. عندها قام وزير الدفاع الوطني آنذاك الأمير مجيد أرسلان ورئيس مجلس النواب صبري حمادة والوزير حبيب أبو شهلا باجتماع مصغر في قرية في جبل لبنان هي بشامون، وألفوا حكومة مؤقتة عرفت بحكومة بشامون ورفع العلم اللبناني الذي تكون من ثلاث أقسام الأحمر، الأبيض وفي الوسط ضمن اللون الأبيض شجرة أرز خضراء. وقد أدى هذا النضال إلى استقلال لبنان بتاريخ 22 نوفمبر 1943. وبعد ذلك دعم لبنان نفسه بمشاركته بتاسيس هيئة الأمم المتحدة وجامعة الدول العربية سنة 1945.